# Markéta Koudelková
Markéta Koudelková (* 3. August 1975, verheiratete Markéta Mouritsen) ist eine tschechische Badmintonspielerin. 

## Karriere
Marketa Koudelkova gewann von 1991 bis 1993 sieben Juniorentitel der ČSSR und in Tschechien, ehe sie 1995 erstmals bei den Erwachsenen siegen konnte. Bis 2004 gewann sie neun Dameneinzeltitel. Außerhalb ihrer Heimat gewann sie 2000 die Slovak International im Mixed mit Ondřej Lubas.

## Sportliche Erfolge
| Saison | Veranstaltung                                          | Disziplin   | Platz | Name                                   |
| ------ | ------------------------------------------------------ | ----------- | ----- | -------------------------------------- |
| 1991   | Tschechoslowakische Einzelmeisterschaften der Junioren | Dameneinzel | 1     | Markéta Koudelková                     |
| 1991   | Tschechoslowakische Einzelmeisterschaften der Junioren | Damendoppel | 1     | Markéta Koudelková / Zuzana Kalivodová |
| 1992   | Tschechoslowakische Einzelmeisterschaften der Junioren | Dameneinzel | 1     | Markéta Koudelková                     |
| 1992   | Tschechoslowakische Einzelmeisterschaften der Junioren | Damendoppel | 1     | Markéta Koudelková / Zuzana Kalivodová |
| 1993   | Ungarn: Internationale Juniorenmeisterschaften         | Mixed       | 1     | Jan Kostelecký / Markéta Koudelková    |
| 1993   | Ungarn: Internationale Juniorenmeisterschaften         | Dameneinzel | 1     | Markéta Koudelková                     |
| 1993   | Ungarn: Internationale Juniorenmeisterschaften         | Damendoppel | 1     | Markéta Koudelková / Romana Cihlařová  |
| 1993   | Tschechische Einzelmeisterschaften der Junioren        | Mixed       | 1     | Roman Hnilicka / Markéta Koudelková    |
| 1993   | Tschechische Einzelmeisterschaften der Junioren        | Dameneinzel | 1     | Markéta Koudelková                     |
| 1993   | Tschechische Einzelmeisterschaften der Junioren        | Damendoppel | 1     | Markéta Koudelková / Dita Feiferová    |
| 1995   | Tschechische Einzelmeisterschaften                     | Mixed       | 1     | Michal Koudelka / Markéta Koudelková   |
| 1995   | Tschechische Einzelmeisterschaften                     | Dameneinzel | 1     | Markéta Koudelková                     |
| 1996   | Tschechische Einzelmeisterschaften                     | Dameneinzel | 1     | Markéta Koudelková                     |
| 1997   | Tschechische Einzelmeisterschaften                     | Dameneinzel | 1     | Markéta Koudelková                     |
| 1997   | Tschechische Einzelmeisterschaften                     | Damendoppel | 1     | Markéta Koudelková / Ludmila Bášová    |
| 1998   | Tschechische Einzelmeisterschaften                     | Dameneinzel | 1     | Markéta Koudelková                     |
| 1998   | Tschechische Einzelmeisterschaften                     | Damendoppel | 1     | Markéta Koudelková / Ludmila Bášová    |
| 1999   | Tschechische Einzelmeisterschaften                     | Mixed       | 1     | Michal Koudelka / Markéta Koudelková   |
| 1999   | Tschechische Einzelmeisterschaften                     | Dameneinzel | 1     | Markéta Koudelková                     |
| 1999   | Tschechische Einzelmeisterschaften                     | Damendoppel | 1     | Markéta Koudelková / Ludmila Bášová    |
| 2000   | Tschechische Einzelmeisterschaften                     | Dameneinzel | 1     | Markéta Koudelková                     |
| 2000   | Tschechische Einzelmeisterschaften                     | Damendoppel | 1     | Markéta Koudelková / Ludmila Bášová    |
| 2000   | Slovak International                                   | Mixed       | 1     | Ondřej Lubas / Markéta Koudelková      |
| 2001   | Tschechische Einzelmeisterschaften                     | Dameneinzel | 1     | Markéta Koudelková                     |
| 2003   | Tschechische Einzelmeisterschaften                     | Mixed       | 1     | Petr Koukal / Markéta Koudelková       |
| 2003   | Tschechische Einzelmeisterschaften                     | Dameneinzel | 1     | Markéta Koudelková                     |
| 2004   | Tschechische Einzelmeisterschaften                     | Damendoppel | 1     | Markéta Koudelková / Kristína Ludíková |
| 2004   | Tschechische Einzelmeisterschaften                     | Dameneinzel | 1     | Markéta Koudelková                     |